# Divizia C 1956
Divizia C 1956 a fost al 5-lea sezon al ligii de nivelul al treilea din sistemul ligii de fotbal din România.

## Formatul
Formatul a rămas la patru serii, seria I  și a IV-a cu 12 echipe, seria III cu 13 echipe, iar seria II cu 14 echipe.

## Clasamentele ligii

### Seria I
| Loc | Club                 | MJ | V  | E | Î  | GM | GP | Pt | Promovare sau retrogradare |
| --- | -------------------- | -- | -- | - | -- | -- | -- | -- | -------------------------- |
| 1   | Recolta Fălticeni    | 22 | 16 | 3 | 3  | 58 | 22 | 35 | Promovare în Divizia B     |
| 2   | Locomotiva Pașcani   | 22 | 16 | 2 | 4  | 53 | 23 | 34 |                            |
| 3   | Flamura Roșie Buhuși | 22 | 13 | 6 | 3  | 51 | 27 | 32 |                            |
| 4   | Victoria Tecuci      | 22 | 10 | 6 | 6  | 43 | 30 | 26 |                            |
| 5   | Știința Galați       | 22 | 10 | 3 | 9  | 34 | 28 | 23 |                            |
| 6   | Dinamo Galați        | 22 | 9  | 3 | 10 | 42 | 33 | 21 |                            |
| 7   | Dinamo Dorohoi       | 22 | 7  | 4 | 11 | 38 | 43 | 18 |                            |
| 8   | Energia Moinești     | 22 | 8  | 2 | 12 | 35 | 43 | 18 |                            |
| 9   | Progresul Iași       | 22 | 5  | 7 | 10 | 28 | 41 | 17 |                            |
| 10  | Progresul Rădăuți    | 22 | 5  | 7 | 10 | 32 | 49 | 17 |                            |
| 11  | Recolta Piatra-Neamț | 22 | 5  | 6 | 11 | 33 | 54 | 16 |                            |
| 12  | Voința Tecuci        | 22 | 2  | 3 | 17 | 13 | 67 | 7  |                            |

### Seria II
| Loc | Club                     | MJ | V  | E | Î  | GM | GP | Pt | Promovare sau retrogradare |
| --- | ------------------------ | -- | -- | - | -- | -- | -- | -- | -------------------------- |
| 1   | Locomotiva MCF București | 26 | 18 | 4 | 4  | 71 | 23 | 40 | Promovare în Divizia B     |
| 2   | Energia Târgoviște       | 26 | 17 | 3 | 6  | 58 | 33 | 37 |                            |
| 3   | Locomotiva Galați        | 26 | 14 | 5 | 7  | 35 | 26 | 33 |                            |
| 4   | Progresul Corabia        | 26 | 11 | 7 | 8  | 31 | 29 | 29 |                            |
| 5   | Energia Tohan            | 26 | 12 | 3 | 11 | 57 | 56 | 27 |                            |
| 6   | Flamura Roșie Giurgiu    | 26 | 11 | 5 | 10 | 39 | 42 | 27 |                            |
| 7   | Energia Sinaia           | 26 | 10 | 6 | 10 | 45 | 38 | 26 |                            |
| 8   | Dinamo Pitești           | 26 | 9  | 7 | 10 | 38 | 27 | 25 |                            |
| 9   | Energia București        | 26 | 9  | 6 | 11 | 42 | 38 | 24 |                            |
| 10  | Metalul Constanța        | 26 | 10 | 4 | 12 | 39 | 35 | 24 |                            |
| 11  | Energia Brăila           | 26 | 10 | 4 | 12 | 39 | 44 | 24 |                            |
| 12  | Constructorul Constanța  | 26 | 8  | 4 | 14 | 47 | 65 | 20 |                            |
| 13  | Flacăra Roșie București  | 26 | 7  | 3 | 16 | 34 | 67 | 17 |                            |
| 14  | Progresul Călărași       | 26 | 2  | 7 | 17 | 16 | 66 | 11 |                            |

### Seria III
| Loc | Club                           | MJ | V  | E  | Î  | GM | GP | Pt | Promovare sau retrogradare |
| --- | ------------------------------ | -- | -- | -- | -- | -- | -- | -- | -------------------------- |
| 1   | F.C. Baia Mare                 | 24 | 16 | 3  | 5  | 55 | 26 | 35 | Promovare în Divizia B     |
| 2   | Dinamo Târgu-Mureș             | 24 | 13 | 5  | 6  | 53 | 34 | 31 |                            |
| 3   | Recolta Toplița                | 24 | 12 | 4  | 8  | 28 | 30 | 28 |                            |
| 4   | Flamura Roșie Cluj             | 24 | 11 | 4  | 9  | 47 | 30 | 26 |                            |
| 5   | Flamura Roșie Sfântul-Gheorghe | 24 | 11 | 4  | 9  | 40 | 27 | 26 |                            |
| 6   | Energia Târnăveni              | 24 | 11 | 3  | 10 | 43 | 44 | 25 |                            |
| 7   | Progresul Turda                | 24 | 8  | 7  | 9  | 32 | 37 | 23 |                            |
| 8   | Recolta Sighet                 | 24 | 8  | 6  | 10 | 33 | 42 | 22 |                            |
| 9   | Energia Oradea                 | 24 | 8  | 5  | 11 | 30 | 44 | 21 |                            |
| 10  | Recolta Carei                  | 24 | 7  | 6  | 11 | 29 | 33 | 20 |                            |
| 11  | Recolta Salonta                | 24 | 5  | 10 | 9  | 23 | 27 | 20 |                            |
| 12  | Energia Turda                  | 24 | 8  | 2  | 14 | 37 | 52 | 18 |                            |
| 13  | Locomotiva Oradea              | 24 | 7  | 3  | 14 | 16 | 40 | 17 |                            |

### Seria IV
| Loc | Club                         | MJ | V  | E | Î  | GM | GP | Pt | Promovare sau retrogradare |
| --- | ---------------------------- | -- | -- | - | -- | -- | -- | -- | -------------------------- |
| 1   | Metalul Arad                 | 22 | 14 | 4 | 4  | 39 | 17 | 32 | Promovare în Divizia B     |
| 2   | Flamura Roșie Râmnicu-Vâlcea | 22 | 11 | 5 | 6  | 49 | 22 | 27 |                            |
| 3   | Știința Craiova              | 22 | 11 | 5 | 6  | 26 | 14 | 27 |                            |
| 4   | Energia Oțelul-Roșu          | 22 | 10 | 5 | 7  | 32 | 33 | 25 |                            |
| 5   | Energia Orăștie              | 22 | 8  | 8 | 6  | 25 | 25 | 24 |                            |
| 6   | Flamura Roșie Arad           | 22 | 11 | 1 | 10 | 35 | 38 | 23 |                            |
| 7   | Locomotiva Craiova           | 22 | 8  | 5 | 9  | 34 | 42 | 21 |                            |
| 8   | Energia Cugir                | 22 | 8  | 5 | 9  | 21 | 26 | 21 |                            |
| 9   | Constructorul Arad           | 22 | 5  | 8 | 9  | 22 | 29 | 18 |                            |
| 10  | Energia Craiova              | 22 | 6  | 4 | 12 | 24 | 34 | 16 |                            |
| 11  | Progresul Timișoara          | 22 | 6  | 4 | 12 | 20 | 36 | 16 |                            |
| 12  | Locomotiva Simeria           | 22 | 5  | 4 | 13 | 24 | 35 | 14 |                            |